# Defensem l'escola en català
Defensem l'escola en català és un manifest del 2022 signat per més de 200 personalitats vinculades als moviments socials, polítics i culturals dels territoris de parla catalana en defensa del model d'immersió lingüística del català. El document denuncia que l'acord de modificació de la llei de política lingüística de Catalunya, pres al Parlament de Catalunya entre Esquerra Republicana de Catalunya, Junts, el Partit dels Socialistes de Catalunya i En Comú Podem, suposa un gran retrocés per al futur de la llengua en un àmbit especialment sensible per a normalitzar-la.
El manifest té per objectiu convèncer als grups parlamentaris que votin en contra la modificació, que garanteixin l'accés al coneixement i ús del català per igual entre tots els alumnes i que cooperin amb les institucions de la resta dels Països Catalans per tal de fer de català la llengua d'ús preferent i de cohesió social.
La presentació en públic del manifest es realitzà el 25 d'abril de 2022 en un acte a l'Auditori del Campus de la Ciutadella de la Universitat Pompeu Fabra. L'acte comptà amb el suport i presència de la presidenta del Parlament de Catalunya Laura Borràs, de l'expresident de la Generalitat de Catalunya Quim Torra, de l'exconsellera d'Ensenyament de la Generalitat de Catalunya Carme-Laura Gil, de la presidenta de la Cambra de Comerç de Barcelona Mònica Roca, de la presidenta de l'European Language Equality Network (ELEM) Elin Haf Gruffydd Jones, del president de la Comissió de Llengua del Consell de l'Advocacia Catalana Rogeli Montoliu, del docent, pedagog i artífex de la immersió lingüística Joaquim Arenas, del president de la Plataforma per la Llengua Òscar Escuder i dels guardonats amb el Premi d'Honor de les Lletres Catalanes Josep Vallverdú i Antònia Vicens.